# Nasty Savage
A Nasty Savage amerikai thrash/power metal együttes, amelyet "Nasty" Ronnie Galetti alapított 1983-ban a floridai Brandonban. Az együttesre jellemző a látványos színpadi show-k használata (korai fellépéseik közben Ronnie televíziókat tört össze a fején). Lemezeiket a Metal Blade Records jelenteti meg. Négy album kiadása után 1989-ben feloszlottak. Azóta az együttes többször is összeállt 2002-től 2012-ig, majd 2016-ban újból összeálltak, és bejelentették, hogy új albumon dolgoznak, amely az első studióalbumuk lenne 2004 óta. Azonban az új album még mindig nem készült el. Az együttes a korai thrash metal együttesek közé tartozik.

## Tagok
- "Nasty" Ron Galletti - ének (1983-1990, 2002–2012, 2016-)
- David Austin - gitár  (1983-1990, 2002–2012, 2016-)
- Jim Coker - dob (2002-2003, 2016-)
- Scott Carino - basszusgitár (2018–)
- Pete Sykes - gitár (2018–)

### Korábbi tagok
- Fred Dregischan - basszusgitár (1983-1985)
- Ben Meyer - gitár (1983-1990, 2002–2012)
- Demian Gordon - gitár (2016–2018)
- Dezso Istvan Bartha - basszusgitár (1985-1987)
- Chris Moorhouse - basszusgitár (1987-1988; 1988-ban elhunyt)
- Richard Bateman - basszusgitár (1988-1990, 2002–2012, 2016–2018; died 2018-ban elhunyt)
- Curtis Beeson - dob (1983-1990, 2003–2012)

## Diszkográfia
- Wage of Mayhem (demó, 1984)
- Nasty Savage (1985)
- Live in Brandon (bootleg, 1985)
- Indulgence (1987)
- Abstract Reality (EP, 1988)
- Penetration Point (1989)
- Wage of Mayhem (EP, 2003)
- Cleveland 87 (koncertalbum, 2003)
- Psycho Psycho (2004)